# Idga
L'Idga è una città e il capoluogo del distretto d'Astor nella regione settentrionale di Gilgit-Baltistan in Pakistan.